# Add drop multiplex óptico
ADM ou Add Drop Multiplex é um elemento de uma rede de fibra óptica. Sua função é multiplexar diversos streams de diferentes velocidades em um único stream óptico a ser enviado pela rede. Além disto, ele pode ainda adicionar um ou mais sinais de hierarquia mais baixa (menor capacidade de transmissão de bits por segundo) ao stream principal, ou removê-los do stream e redirecioná-los para outro workpath.
Estão comumentes associados à família de equipamentos das redes SDH (Hierarquia Digital Síncrona, em inglês). Sua capacidade de transmissão varia de equipamento para equipamento, de acordo com o padrão SDH/SONET.